# Квадерна вија (шпанска поезија)
Квадерна вија (шп. cuaderna vía) је врста строфе коју су у шпанску поезију увели песници клеричке песничке вештине у XIII и XIV веку. Други назив за ову строфу је tetrástrofo monorrimo alejandrino, строфа састављена од четири шпанска александринца (четрнаестерца) са нагомиланом римом. 

## Назив и порекло
Верује се да су овај метрички облик шпански клерици пренели из француске и провансалске поезије и сматра се првим типом строфе који се појављује у кастиљанској поезији. Узевши у обзир да је француска књижевност имала огроман утицај на шпанску, нарочито у XII веку, квадерна вија представља адаптацију француског александринца. 
Прво дело у коме се појављује ова врста строфе је Књига о Александру (фр. Roman d'Alexandre), одакле потиче и сам назив cuaderna vía. Наиме, овај термин је употребљен у другој строфи овог дела:
Mester traygo fermoso non es de ioglaria
mester es sin pecado que es de clerezia
fablar curso rimado por la quadern[a] [u]ia
a silauas contadas que es grant maestria
Из исте строфе потиче и назив клеричке песничке вештине Mester de clerecía.

## Квадерна вија у шпанској књижевности
Квадерна виа, као метрички облик, представља најважнију одлику клеричке песничке вештине у формалном смислу и велики напредак у односу на елементарну метричку форму хугларских епских песама. У књижевности средњег века најпознатија дела писана у овој метричкој форми су:
- Књига о Александру, анонимни аутор;
- Поема о Фернану Гонзалесу, анонимни аутор;
- Књига о доброј љубави, Хуан Руиз, архипрезвитер из Ите.

Најпознатији писац који је користио квадерну вију је Гонсало де Берсео у својим делима: 
Хагиографије: 
- Житије св. Емилијана (шп. Vida de San Millán),
- Житије Св. Орије,
- Живот Св. Доминика силоског (шп. Vida de Santo Domingo de Silos).

Песме о Богородици: 
- Milagros de Nuestra Señora,
- Loores de Nuestra Señora,
- Duelo de la Virgen María

Квадерна вија је присутна и у модерној књижевности (Генерација 1927, модернизам) како због француског утицаја тако и због љубави према старим песничким формама. Разлика је у распореду риме, која је често укрштена, уместо нагомилане.

## Метрика
Као што нам говори други назив за ову метричку форму: tetrástrofo monorrimo alejandrino, она представља строфу од четири стиха при чему су они утврђене дужине од четрнаест слогова, а деле се на два полустиха (шпански александринац). Рима је по врсти консонантска, а по распореду нагомилана, одн. истоветна у сва четири стиха.
Метричка шема је, према томе: A14 (7+7), A14 (7+7), A14 (7+7), A14 (7+7).

## Пример
{{цитат|
-{Yo maestro Gonzalvo de Berceo nomnado 

Iendo en romería, caecí en un prado

Verde e bien sençido, de flores bien poblado,

Logar cobdiçiaduero pora omne cansado.

Daban olor sobeio las flores bien olientes,

Refrescaban en omne las caras e las mientes,

Manaban cada canto fuentes claras corrientes,

En verano bien frías, y en yvierno calientes.

Avíe hy grand abondo de buenas arboledas,

Milgranos e figueras, peros e manzanedas,

E muchas otras fructas de diversas monedas;

Mas non avíe ningunas podridas nin açedas.

La verdura del prado, la olor de las flores,

Las sombras de los árbores de temprados sabores

Refrescáronme todo, e perdí los sudores:

Podríe vevir el omne con aquellos olores.}-
Gonzalo de Berceo, Milagros de Nuestra Señora}} (одломак)